# Nazionale maschile di rugby a 15 del Venezuela
La nazionale di rugby XV del Venezuela (Selección de rugby de Venezuela) è inclusa nel terzo livello del rugby internazionale, ha aderito all'World Rugby nel 1998.

Ha disputato partite di qualificazione alla Coppa del mondo di rugby per Australia 2003 e Francia 2007, ma entrambe le volte è stata eliminata dal Brasile.

## Allenatori
- Gatis Puide
- Rex Lawrence
- Carlos de Pascual
- José Queirel
- Graciano Molina
- Gustavo López